# Keleti Egyház (folyóirat)
A Keleti Egyház görögkatolikus tudományos és egyházpolitikai folyóirat. Az 1934-ben alapított havilap teológiai, egyháztörténeti, patrológiai, egyházjogi, egyházművészeti, egyházzenei tanulmányokat közölt, illetve beszámolt a keleti egyházakat érintő aktuális hírekről. Alapító főszerkesztője Szántay-Szémán István, a Miskolci Apostoli Exarchátus (Kormányzóság) általános helynöke. Rendszeres szerzői:  Kozma János, Dudás Miklós, Rohály Ferenc, Papp György, Legeza József, Liki Imre, Bubnó Andor, Petrasovszky Emmánuel. Kiadója a  Chrysostomos Társulat, majd 1943-ban a Szent Miklós Magyarországi Uniós Szövetség. Utolsó száma 1943-ban jelent meg.